# Kościół Najświętszego Serca Pana Jezusa w Krakowie (ul. Saska)
Kościół Najświętszego Serca Pana Jezusa – zabytkowy rzymskokatolicki kościół parafialny oraz konwentualny księży sercanów, znajdujący się w Krakowie, w dzielnicy XIII Podgórze, przy ul. Saskiej 2, w Płaszowie.
Niewielki modernistyczny, jednonawowy budynek projektu Franciszka Mączyńskiego wzniesiono w latach 1930–1931. Ma powierzchnię ok. 200 m². Konstrukcja kościoła została wykonana z żelbetu, ściany z cegły. Ołtarz główny projektował Jan Budziło.
We wrześniu 1928 roku w Płaszowie zamieszkali księża sercanie. Zbudowano dom zakonny. Ruszyła także budowa kościoła, który 4 października 1931 roku został poświęcony przez ks. infułata Kulinowskiego, w zastępstwie ks. kardynała Adama Sapiehy. Ufundowano dwa boczne ołtarze, jeden poświęcony Matce Bożej Płaszowskiej (której obraz uroczyście wprowadzono do kościoła 21 listopada 1931 roku), drugi św. Józefowi.
Początkowo był to kościół rektoralny parafii podgórskiej. Kościołem parafialnym został z dniem 1 stycznia 1939 roku kiedy erygowano parafię w Płaszowie.

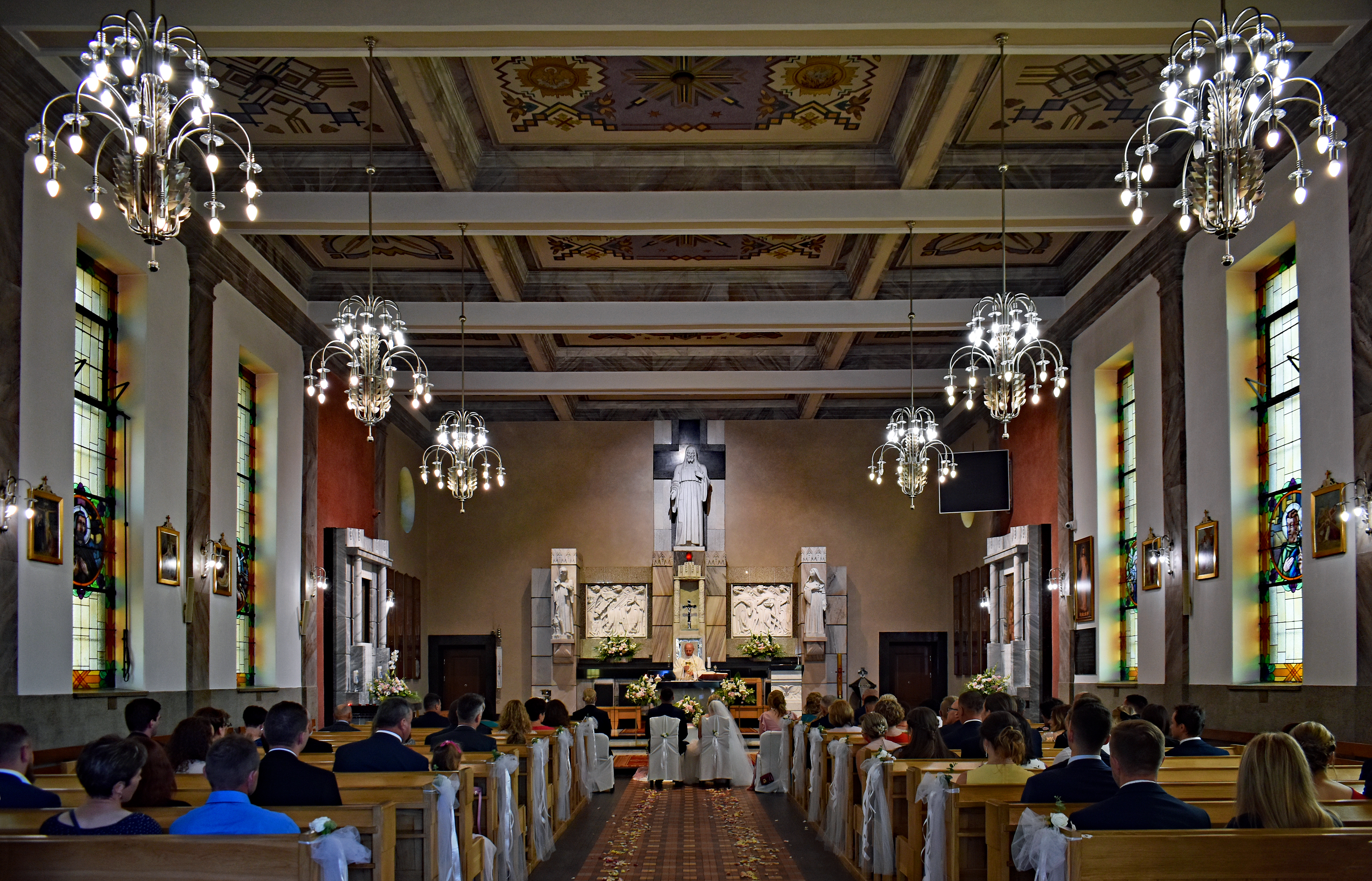
Wnętrze kościoła
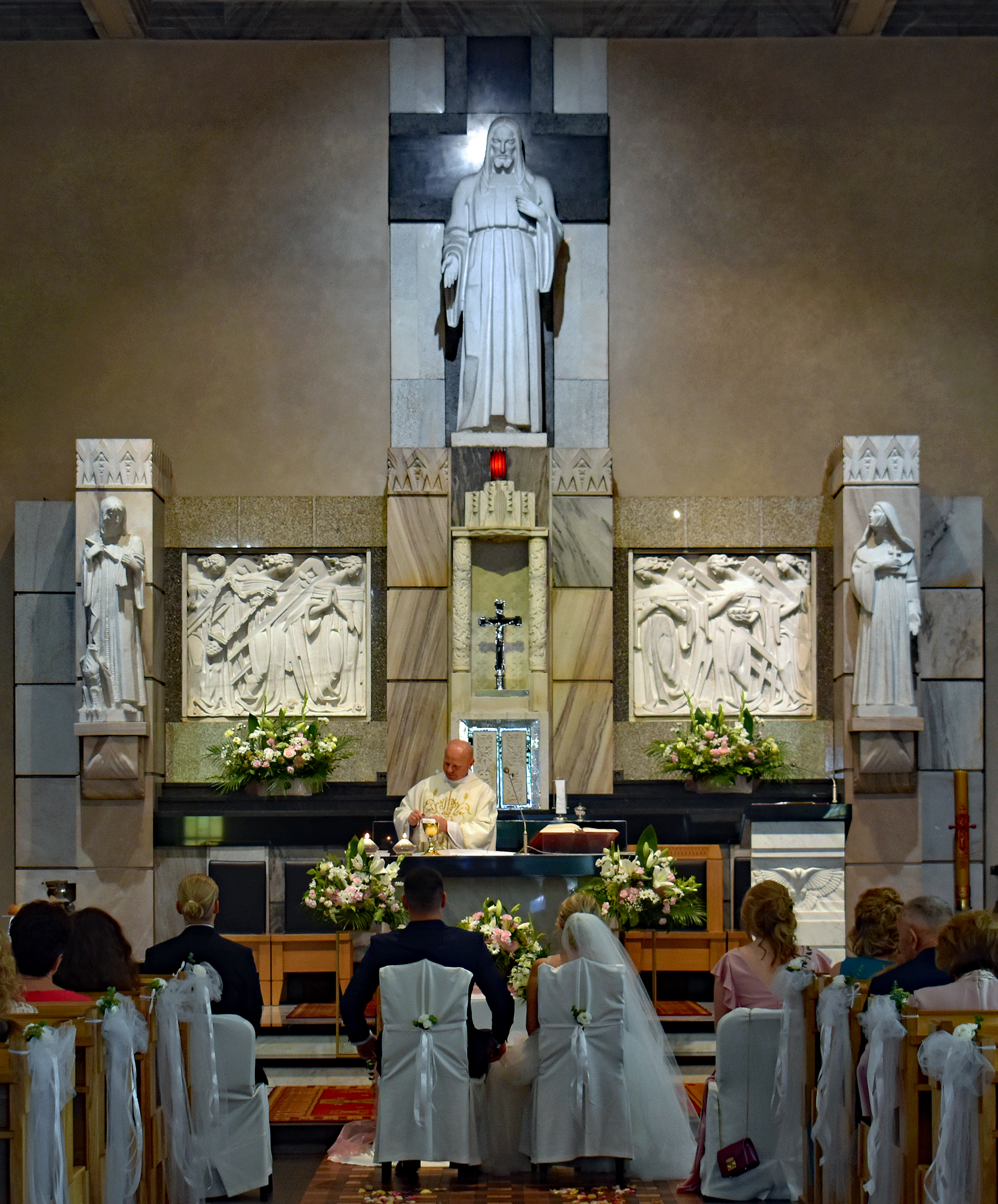
Ołtarz główny